# Saint-Michel (Ariège)
Saint-Michel (okzitanisch Sent Miquèl) ist eine französische Gemeinde mit 91 Einwohnern (Stand 1. Januar 2022) im Département Ariège in der Region Okzitanien. Sie gehört zum Arrondissement Pamiers und zum Kanton Pamiers-1.

## Lage
Die Gemeinde liegt im Massif du Plantaurel in den Pyrenäen. Sie grenzt im Nordwesten an Saint-Martin-d’Oydes, im Nordosten an Lescousse, im Südosten an Escosse, im Süden an Madière und im Westen an Artigat.

## Bevölkerungsentwicklung
| Jahr                       | 1962 | 1968 | 1975 | 1982 | 1990 | 1999 | 2008 | 2016 |
| -------------------------- | ---- | ---- | ---- | ---- | ---- | ---- | ---- | ---- |
| Einwohner                  | 98   | 90   | 74   | 74   | 80   | 68   | 80   | 72   |
| Quellen: Cassini und INSEE |      |      |      |      |      |      |      |      |